# Comuna Sil, Velîkîi Bereznîi
Sil (în ucraineană Сіль) este o comună în raionul Velîkîi Bereznîi, regiunea Transcarpatia, Ucraina, formată din satele Domașîn și Sil (reședința).

## Demografie
Componența lingvistică a comunei Sil
     Ucraineană (99,22%)
     Alte limbi (0,78%)
Conform recensământului din 2001, majoritatea populației comunei Sil era vorbitoare de ucraineană (99,22%), existând în minoritate și vorbitori de alte limbi.